# Cso-Oju
A Cso-Oju (angolos átírás Cho Oyu; egyéb névváltozat Qowowuyag; Nepálban: चोयु csoju, tibeti nyelven a Wylie-féle átírással: jo bo dbu yag; kínai nyelven: 卓奧有山, pinyin átírással: Zhuó'àoyǒu Shān) hegycsúcs a Himalájában, a Mount Everesttől 20 km-re nyugatra; tengerszint feletti magassága 8188 méter, mellyel a hatodik legmagasabb a világon. Nevének jelentése tibeti nyelven: „türkiz istennő”.
A Cso-Oju az ötödik a 8000 méteres hegycsúcsok meghódításának sorrendjében: Annapurna 1950. június 3., Mount Everest 1953. május 9., Nanga Parbat 1953. július 3. és a K2 1954. július 31.. Első megmászása 1954. október 19-én Joseph Joechler, Paszang Dava Láma és Herbert Tichy hegymászók nevéhez fűződik.
A Cso-Ojutól néhány km-re nyugatra található a Nangpa La-hágó (5716 méter), mely a fő kereskedelmi útvonal Tibet és a Khumbu régió (Északkelet-Nepál) között.

## Mászások története
- 1952-ben az első terepbejárás Edmund Hillary nevéhez fűződik.

- 1954-ben hódítja meg két osztrák hegymászó, Joseph Joechler, Herbert Tichy, valamint a nepáli Paszang Dava Láma.

- 1958-ban a második csúcshódítás egy indiai expedíció nevéhez fűződik, s ekkor jár a csúcson másodszor Pasang Dawa Lama. Az első haláleset is ebben az évben történik.

- 1959-ben az első nemzetközi női expedíció során négyen halnak meg egy lavina által.

- 1964-ben történik a harmadik kísérlet a csúcshódításra, de a német expedíció „sikerességét” máig vitatják. 7400 m-es magasságban, a 4-es táborban végkimerülés miatt ketten életüket vesztik.

- 1978-ban Edi Koblmüller és Alois Furtner osztrák hegymászók a technikailag rendkívül nehéz délkeleti oldalon jutnak fel a csúcsra.

- 1983-ban Reinhold Messner a negyedik kísérlete során győzedelmeskedik a csúcs fölött.

- 1985. február 12-én Maciej Barbeka és Maciej Pawlikowski lengyel hegymászók az első „téli” hódítók, s az ő sikerüket 3 nappal később megismétli  a szintén lengyel nemzetiségű Andrzej Heinrich és Jerzy Kukuczka.

- 1990 októberében jutott fel a csúcsra az első magyar expedíció összesen tíz tagja, Nagy Sándor vezetésével.

- 1994-ben az első egyedül végrehajtott csúcshódítás a délnyugati falon Jamanoj Jaszusi nevéhez kapcsolódik.